# Ornithogalum aetfatense
Ornithogalum aetfatense är en sparrisväxtart som beskrevs av U.Müll.-doblies och D.Müll.-doblies. Ornithogalum aetfatense ingår i släktet stjärnlökar, och familjen sparrisväxter.
Artens utbredningsområde är Mpumalanga. Inga underarter finns listade i Catalogue of Life.